# Tellurite
Tellurite sind die Salze der tellurigen Säure und besitzen das gemeinsame Tellurit-Anion TeO32−. Das aus Tellurdioxid, TeO2, bestehende Mineral wird Tellurit genannt, und ist das Anhydrid der tellurigen Säure.
Das Tellurit-Anion ist wie das Selenit- und das Sulfit-Anion pyramidal und besitzt C3v-Symmetrie.
Tellurige Säure, H2TeO3, ist schwach amphoter. Bei Zugabe von Basen bilden sich Hydrogentellurite, HTeO3− und Tellurite, TeO32− (pK1=2,48, pK2=7,70).
Neben den Monotelluriten sind auch Polytellurite bekannt: K2Te2O5, K2Te4O9, K2Te6O13.
Kaliumtellurit wird zur Indikation von Diphtherie-Bakterien im Clauberg-Nährboden verwendet.

## Vorkommen
In der Natur kommen außer dem namensgebenden Tellurit noch weitere Telluritminerale vor wie unter anderem Balyakinit (Cu2+Te4+O3), Magnolit (Hg1+2Te4+O3) und Schmitterit ((UO2)Te4+O3) sowie die wasserhaltigen Minerale Graemit (Cu2+Te4+O3·H2O), Emmonsit (Fe3+2(Te4+O3)3·2H2O) und Teineit (Cu2+Te4+O3·2H2O).
In der Systematik der Minerale nach Strunz und der Lapis-Systematik nach Weiß bilden die Tellurite zusammen mit den Arseniten, Antimoniten, Bismutiten, Sulfiten, Seleniten und den Iodaten beziehungsweise nur mit den Sulfiten und Seleniten eine eigene Abteilung innerhalb der Mineralklasse der Oxide und Hydroxide.